# E48 (európai út)

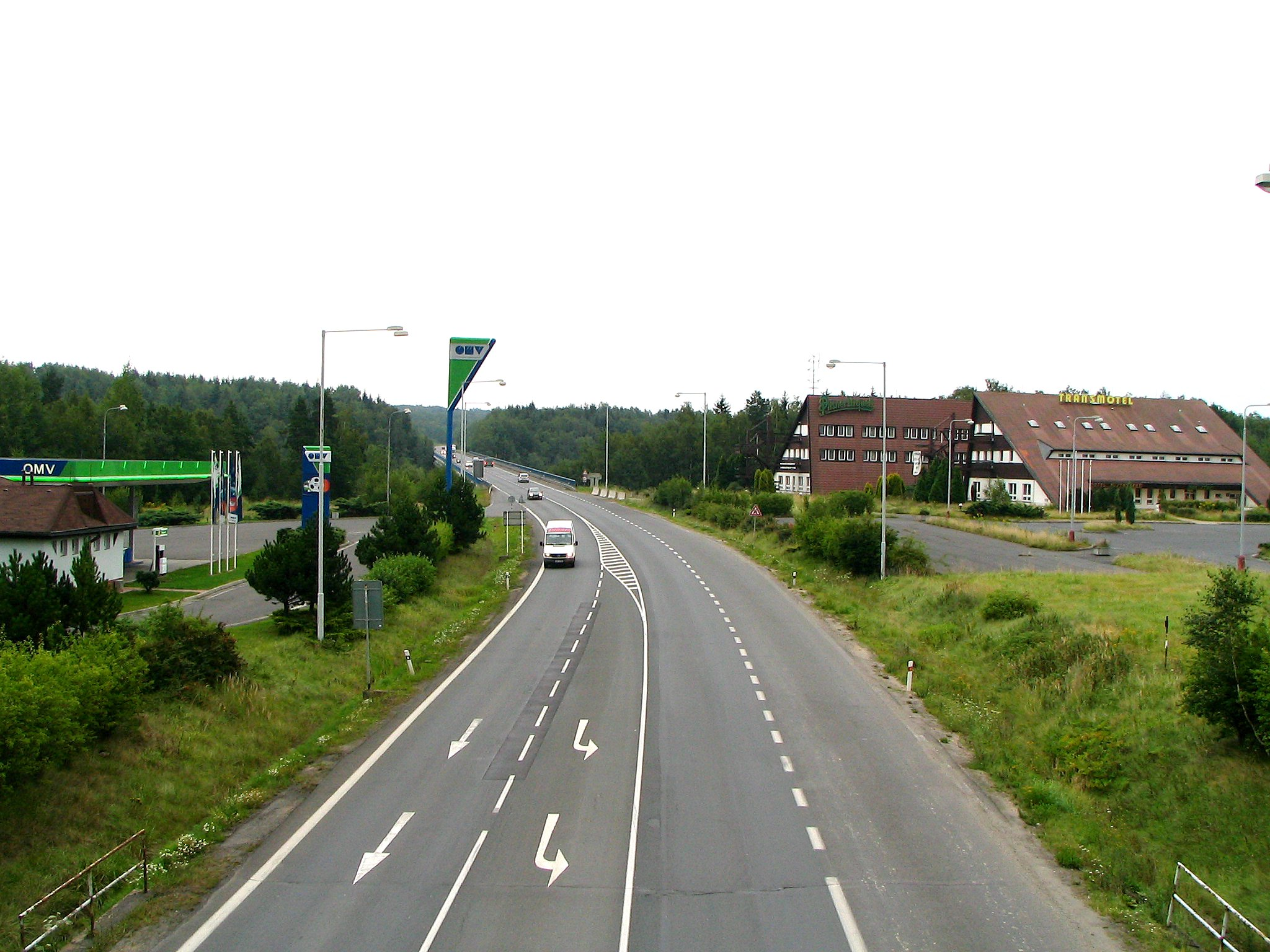
Az E 48-as út 1/6-ánál Sokolov környékén

Az E 48 európai út az európai úthálózatnak a németországi Schweinfurt és a csehországi Prága közötti szakasza.
A következő útvonalat fedi le:
- Németország
  - A 70 - Schweinfurt, Bayreuth
  - B 303 - Marktredwitz
- Csehország
  - R6 / I/6 - Cheb, Karlovy Vary, Prága